# Scopula larseni
Scopula larseni là một loài bướm đêm trong họ Geometridae.